# Nikolaia Ostrovskogo
Nikolaia Ostrovskogo - Николая Островского (rus) és un possiólok del krai de Krasnodar, a Rússia. Es troba a les terres baixes del Kuban-Azov, a la península de Ieisk. És a 28 km al sud de Ieisk i a 164 km al nord-oest de Krasnodar.
Pertany al possiólok d'Oktiabrski.